# Església parroquial de Sant Rafel (Sant Rafel del Riu)
L'Església parroquial de Sant Rafel de Sant Rafel del Riu, a la comarca del Baix Maestrat, és un temple catòlic catalogat genèricament com a bé immoble de rellevància local segons la Disposició Addicional Cinquena de la Llei 5/2007, de 9 de febrer, de la Generalitat, de modificació de la Llei 4/1998, d'11 de juny, del Patrimoni Cultural Valencià (DOCV Núm. 5.449 / 13/02/2007), amb codi 12.03.101-001.
Es tenen poques dades d'aquest edifici i de la parròquia que alberga, encara que se sap disposa d'un arxiu parroquial censat en el Cens-Guia d'Arxius d'Espanya i Iberoamèrica.